# Jan Evangelista Kypta
Jan Evangelista Kypta (1. prosince 1813, Borotín – 5. dubna 1868, Telč) byl český kantor a hudební skladatel.

## Život

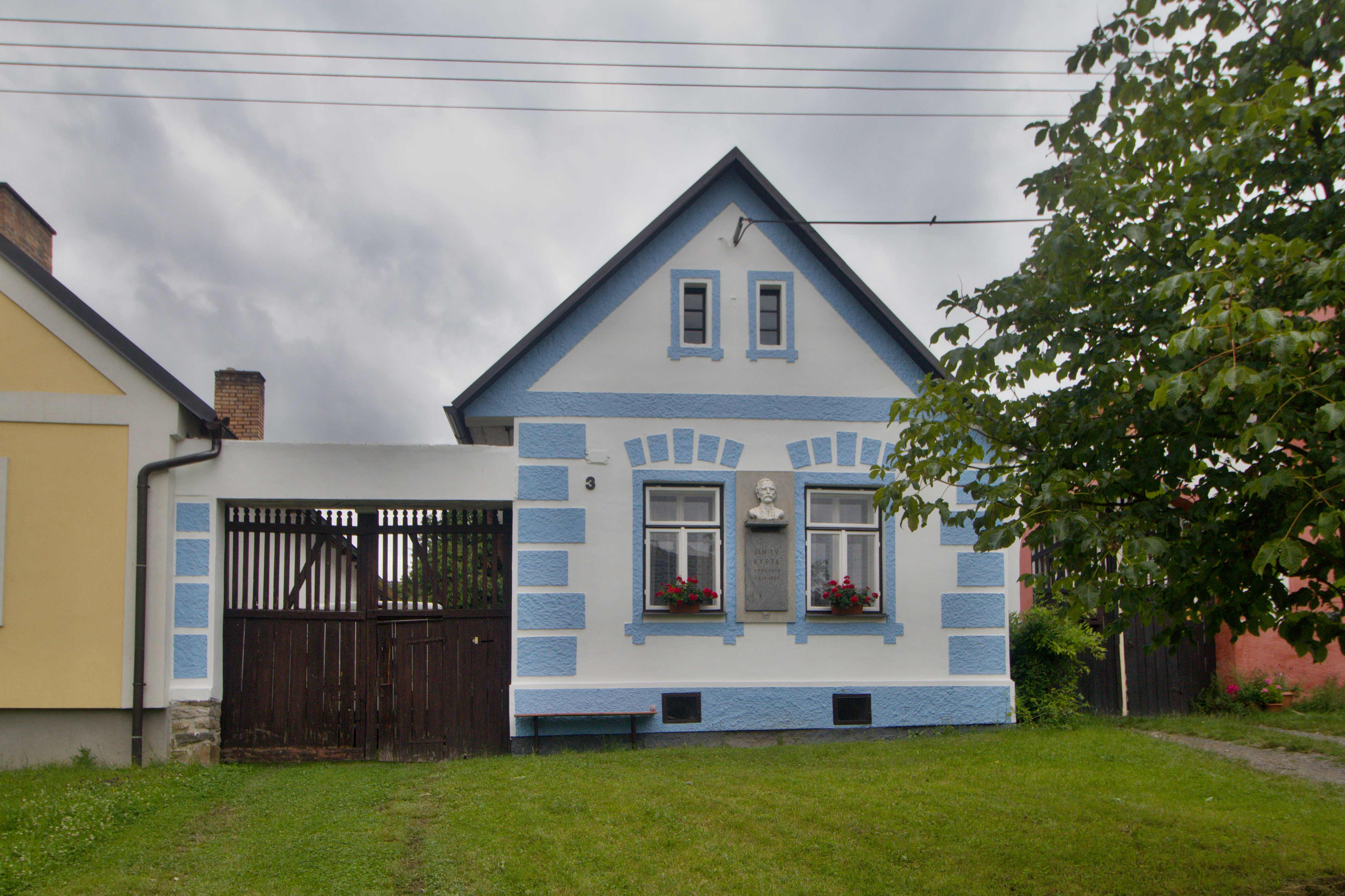
Rodný dům J. E. Kypty v Borotíně

Jeho otec byl tkadlec a vesnický muzikant. Základní hudební vzdělání tak získal v rodině a následně v borotínské škole. Otec zemřel když mu bylo 11 let. Rodina se tak dostala do obtížné finanční situace. Absolvoval proto pouze šestiměsíční kurz a stal se učitelským pomocníkem v Kunžaku a později Číměři. V roce 1832 přece jen vstoupil na Varhanickou školu v Praze a po jejím absolvování se stal varhaníkem v Jindřichově Hradci a o rok později i učitelem. Zde také zkomponoval svou první známou skladbu Jesu dulcis.
Komponoval převážně chrámovou hudbu. V Jindřichově Hradci napsal 26 větších a více než 30 drobnějších a příležitostných skladeb. Účastnil se soutěží, které pořádala pražská Varhanická škola a v roce 1837 zde získal 3. cenu za Pastorální mši A-dur. Mše byla komponována na český text, získala si velkou popularitu a dodnes je ve vánoční době na repertoáru mnoha souborů, podobně jako Česká mše vánoční Jana Jakuba Ryby. Stal se i kapelníkem ostrostřelecké hudby a pro tento soubor zkomponoval i řadu skladeb zábavné a taneční hudby (Jindřichohradecký valčík, Hradecká polka, Střelecký kvapík).
V roce 1848 přesídlil do Telče. Učil na dívčí obecné škole, stal se zde ředitelem kůru a sestavil a řídil chrámový sbor a orchestr. Založil zde i hudební školu. V Telči působil až do své smrti v roce 1868. Jeho záslužná práce neunikla pozornosti nadřízených školských úřadů a rok před smrtí mu byl udělen titul Vzorný učitel. Pod jeho vlivem se Telč stala střediskem nejen hudebního, ale i českého společenského života. Byl vlasteneckého přesvědčení a věnoval se i literární činnosti. Napsal a vydal učebnice zeměpisu, dějepisu, německé gramatiky a psal i hudebně teoretické práce. Přeložil z latiny životopis hraběnky Františky Slavatové a napsal i Stručný dějepis města a panství Telče. Rukopis vlastního životopisu pak připravil k vydání jeho syn Bernard.

## Dílo
Celkem napsal více než sto skladeb převážně chrámové hudby. Živé jsou zejména jeho vánoční mše a pastorely.

### Hudební dílo (výběr)
- Missa pastoralis in A, op. 10 (komponováno v roce 1837 v Jindřichově Hradci, přepracováno v Telči v roce 1860 jako op. 39):
- Čtyryadvacet pohřebních písní s nápěvy pro dva hlasy, 1860
- Čtyři varhanní sborníky
- Pastorela in D, op. 47;
- Čas radosti, veselosti; Radost velkou mám, op. 44;
- Narodil se Kristus pán, op. 36
- Slovanská ouvertura na národní píseň Nepůjdu domů
- Písně ve Štěpnici (1865)
- Missa in D, op. 43

### Literární dílo
- Stručný dějepis města a panství Telče (1857). Dostupné online
- Náuka o souhlasu, obsahujíc nejdůležitější pravidla generálního čili očísleného basu (1861). Dostupné online
- Osmdesatero cvičení jenerálního basu (1961)
- Stručný dějepis země moravské. Jindřichův Hradec 1851
- Dějiny Telče v díle místních historiků. In Historie a ochrana kulturního dědictví, Svazek 2, Drdácký-Aristocrat, Telč 2004

- Christel, Bartholomäus: Zrcadlo nábožnosti a dobročinnosti, čili Život Františky hraběnky Slavatové, roz. hraběnky z Meggawů, vdovy a paní na Jindřichově Hradci a Telči přeložil Jan Evangelista Kypta. Vydáno 1862
- Deník Jana Kypty opsaný synem jeho Bernardem. (tiskem v roce 1940)